# Bielany (Varsavia)
Bielany è una frazione di Varsavia, situata nella parte settentrionale della città.
Prima della nuova divisione amministrativa della capitale polacca, Bielany faceva parte di Żoliborz. Attualmente, Bielany è invece un distretto indipendente, che confina con Żoliborz a sud, e con Wola e Bemowo a ovest. Il confine orientale è il fiume Vistola, mentre il confine settentrionale rappresenta anche il confine nord di Varsavia.
In questo distretto è ubicato il Cimitero militare italiano dove sono sepolti molti soldati italiani deceduti durante le due guerre mondiali.
Il nome Bielany, che in lingua polacca è plurale, deriva dal saio di colore bianco dei monaci della Congregazione dei Camaldolesi, il cui monastero è tuttora conservato.
A nord del distretto si trova l'unica riserva naturale situata all'interno di una città polacca: il Bosco Bielański, che un tempo era un parco per i nobili di Varsavia.